# Хил (митология)
Вижте пояснителната страница за други значения на Хил.
Хил (на старогръцки: Ὕλλος, Hyllos; на латински: Hyllus) в гръцката митология e от Хераклидите, най-големият син на Херакъл и Деянира, или син на Мелита. Брат е на Макария, Ктесип, Глен, Онит.
Хил е женен за Иола от Ехалия, дъщеря на цар Еврит. Той е баща на Клеодай. Дойката Абия го отглежда.
След смъртта на Херакъл, децата му бягат в Трахис при Кеик, царят на Малиите и приятел на Херакъл. Евристей искал от Кеик да му предаде децата на Херакъл. Хераклидите бягат тогава при Демофонт от Атина, царят на Атика и Евристей напада града. В битка Хил го убива. Хил умира в двубой с Ехем. Той е погребан в Мегара.